# Ruth Genner

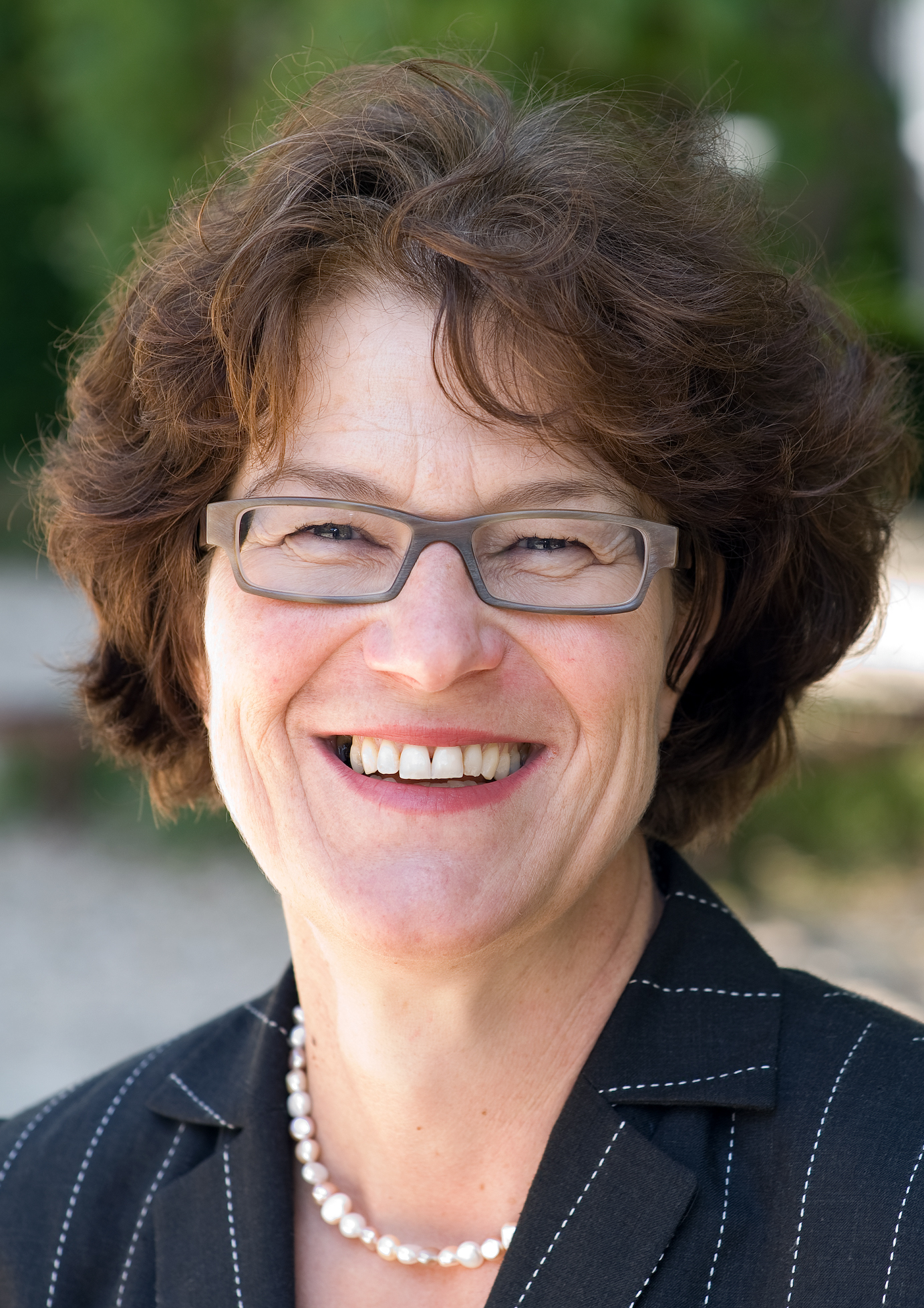
Ruth Genner

Ruth Genner (* 13. Januar 1956 in Schaffhausen) ist eine Schweizer Politikerin (Grüne). Sie war von 2001 bis 2008 Präsidentin der Grünen Partei der Schweiz, 1998 bis 2008 Nationalrätin und 2008 bis 2014 im Stadtrat, der Regierung der Stadt Zürich. Zur Nationalratszeit war sie auch Mitglied der parlamentarischen Delegation beim Europarat und arbeitete als Präsidentin des European Parliamentary Forum on Population & Development regelmässig für die Vereinten Nationen.

## Beruf
Nach der Mittelschule in Schaffhausen studierte Ruth Genner an der ETH Zürich Lebensmittelwissenschaften und schloss das Studium als dipl. Lebensmittel-Ing. ETH ab. 1981 wurde sie wissenschaftliche Mitarbeiterin am lebensmittelwissenschaftlichen Institut an der ETH Zürich. 1991–1997 hatte sie einen Lehrauftrag inne, war in der Forschung tätig und leitete den Bereich Lebensmittelsensorik. 1997–1999 war sie wissenschaftliche Mitarbeiterin am Pestalozzianum Zürich mit Schwerpunkt Gesundheitsförderung an Schulen. Danach arbeitete sie freiberuflich und als Projektleiterin im Bereich Gesundheitsförderung. 1999–2008 war sie Verwaltungsrätin der Bio-Kontrollstelle bio.inspecta, ab 2005 als Verwaltungsratspräsidentin. Von 2007 bis zu ihrer Wahl in den Stadtrat 2008 war sie zudem Präsidentin der Aids-Hilfe Schweiz.

## Politik

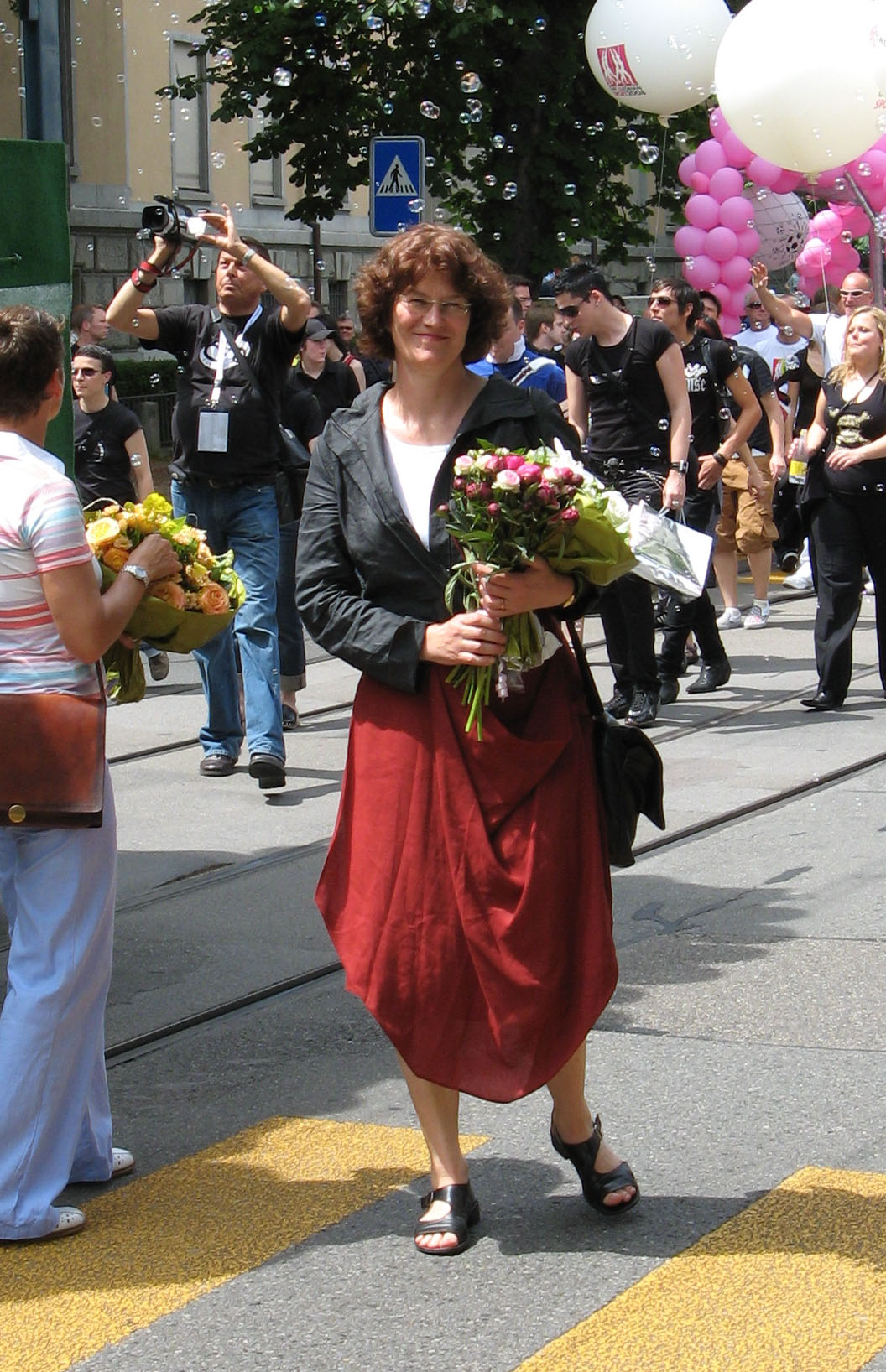
Ruth Genner als Ehrengast beim CSD Zürich 2008

1987 war Ruth Genner Gründungsmitglied der Grünen Kreispartei Zürich 2. Von 1987 bis 1997 gehörte sie dem Zürcher Kantonsrat an, von 1998 bis zu ihrer Wahl als Stadträtin war sie Nationalrätin. Von 2004 bis 2008 war Ruth Genner alleinige Präsidentin der Grünen Partei der Schweiz, nachdem sie von 2001 bis 2003 zusammen mit Nationalrat Patrice Mugny Co-Präsidentin war. Vorgänger von Ruth Genner als Parteipräsident der Grünen Partei der Schweiz war 1997 bis 2001 der Berner Ruedi Baumann und ihr Nachfolger nach 2008 war der Genfer Ueli Leuenberger.
Bei den Bundesratswahlen 2003 stand Genner bei den Wahlen für den Bundesrat bereit, falls der rechtskonservative Christoph Blocher nicht gewählt worden wäre. Die SVP hatte angekündigt, dass sie zur Oppositionspartei werde, wenn Blocher selbst nicht in den Bundesrat gewählt werde. Dies hätte bedeutet, dass ein zusätzlicher Sitz im Bundesrat frei geworden wäre. In dieser Wahl wurde allerdings CVP-Bundesrätin Ruth Metzler abgewählt und Blocher hielt Einzug in die Landesregierung. Genners allfällige Kandidatur wurde somit hinfällig. Mit Blochers Wahl wurde erstmals die Zauberformel der Parteizusammensetzung des Schweizer Bundesrates gesprengt.
Ruth Genners Kandidatur bei der Ersatzwahl für den zurückgetretenen SVP-Regierungsrat Christian Huber im Zürcher Regierungsrat vom 27. Februar 2005 verhalf ihr zu einem Resultat, das weit über den Wähleranteil der Grünen Partei hinausreichte. Dennoch unterlag sie den beiden anderen Kandidaten relativ deutlich. Vielen Wählern ging es in der Wahl zwischen Ruth Genner, Toni Bortoluzzi und Hans Hollenstein darum, den SVP-Kandidaten Bortoluzzi zu verhindern. CVP-Kandidat Hollenstein wurden grössere Chancen eingeräumt, gegen Bortoluzzi zu gewinnen. Deshalb wählten auch viele Linke den bürgerlichen Hollenstein, der die Wahl schliesslich gewonnen hat. Genners Kandidatur war von Anfang an keine grossen Chancen eingeräumt worden, denn sie hatte in erster Linie die strategische Funktion, den Wahlkampf als Plattform zu nutzen, um grüne Themen in die öffentliche Debatte einzubringen.
Nach dem Rücktritt der freisinnigen Zürcher Regierungsrätin Dorothée Fierz kandidierte Ruth Genner für die Wahl am 9. Juli 2006 erneut. Sie erhielt 42 Prozent der Stimmen, was in Bezug auf den Wähleranteil der Grünen Partei als Achtungserfolg gewertet werden muss. Gewählt wurde die Freisinnige Ursula Gut mit 57 Prozent der Stimmen, nach einem Wahlkampf, der zu einer Richtungswahl zwischen einer bürgerlichen und einer links-dominierten Regierung hochstilisiert worden war. Ruth Genner war im Vorfeld der Wahlen von politischen Gegnern aus taktischen Gründen als sehr links bezeichnet worden.
Unter Genners (Mit-)Führung erreichte die Partei grosse Wahlerfolge: bei den eidgenössischen Parlamentswahlen 2003 erreichten die Grünen mit 7,6 Prozent das beste Resultat ihrer bisherigen Geschichte und bei den Zürcher kantonalen Wahlen im Jahr 2007 überschritt der Wähleranteil der Schweizer Grünen erstmals sogar die 10-Prozent-Marke. Noch nie waren zudem eine so grosse Anzahl grüner Politiker in Exekutivämter gewählt worden.
Bei den Nationalratswahlen wurde Genner mehrfach «Panaschierkönigin», d. h., sie konnte jeweils die grösste Zahl parteifremder Stimmen auf sich vereinen. Am 30. Oktober 2007 gab sie bekannt, per 26. April 2008 als Präsidentin der Grünen Partei zurückzutreten, da die Parteistatuten eine Amtszeitbeschränkung vorsehen. Seit 2007 bis zu ihrer Wahl in die Exekutive der Stadt Zürich war Genner zudem Präsidentin der Aids-Hilfe Schweiz. In dieser Funktion war sie Ehrengast am CSD in Zürich 2008.
Am 1. Juni 2008 wurde sie als Zürcher Stadträtin als Nachfolgerin ihrer Parteikollegin Monika Stocker gewählt. Sie kündigte an, ihr Nationalratsmandat nun abzugeben. Gemäss der städtischen Gemeindeordnung «Lex Wagner» (Art. 48 Absatz 2) durfte sie dieses Doppelmandat nicht führen. Ihren Sitz im Nationalrat erbte somit Parteikollegin Katharina Prelicz-Huber.
In den Jahren 2008 bis 2014 war sie als Stadträtin Vorsteherin des Tiefbau- und Entsorgungsdepartements der Stadt Zürich. Das Departement besteht aus den vier Dienstabteilungen Tiefbauamt, Entsorgung + Recycling, Grün Stadt Zürich und Geomatik + Vermessung. Einige Jahre nach ihrer Amtszeit wurden Vorwürfe um Entsorgung + Recycling Zürich (ERZ) laut, die den ERZ-Amtschef Urs Pauli betrafen, der seit 1997 in Kaderfunktionen für das ERZ tätig war. Nach Bekanntwerden von Versäumnissen in der ERZ-Buchhaltung und Unregelmässigkeiten mit Dienstfahrzeugen reichte die Stadt Zürich 2017 Strafanzeige gegen Urs Pauli ein und verdankte gleichzeitig dessen erheblichen Verdienste am Wandel des früheren Abfuhrwesens zu einem strategisch und organisatorisch stark aufgestellten Betrieb. In der parlamentarischen Untersuchungskommission wurde auch Genner befragt.
Anfang 2013 musste Genner wegen Herzproblemen zwei Monate lang pausieren. Nach ihrer Genesung nahm sie ihre Geschäfte Schritt für Schritt wieder auf. Am 23. Mai 2013 gab sie bekannt, dass sie im Frühjahr 2014 nicht mehr für die Gesamterneuerungswahlen des Stadtrats antreten wird. Während ihrer Auszeit habe sie gesehen, dass es noch etwas anderes gebe als die Politik.
Ruth Genner ist seit 2016 Präsidentin der Organisation der Zürcher Wanderwege, welche Mitglied der Schweizer Wanderwege sind.

## Persönliches
Ruth Genner ist verwitwet und Mutter von zwei erwachsenen Töchtern. Sie ist seit 2011 mit Peter Jossen, einem sozialdemokratischen Politiker aus dem Kanton Wallis, liiert.